# Калиновский, Адам
Адам Калиновский (1602 — 2 мая 1638) — государственный и военный деятель Речи Посполитой, староста брацлавский и винницкий (с 1621), любецкий и лоевский.

## Биография
Представитель польского магнатского рода Калиновских герба «Калинова». Старший сын Валентия Александра Калиновского (? — 1620) и Эльжбеты Струсь из Комарова (род. 1588). Младшие братья — Ежи и Мартын Калиновские.
В 1619-1620 годах учился в Лёвенском университете в Голландии. В декабре 1620 года польский король передал во владение Адаму село Видники в Львовском повете, конфискованное у казненного Михала Пекарского. Тогда же он служил ротмистром в коронной гусарской хоругви, которой командовал его отец. В 1621 году участвовал в разгроме турецких войск в Хотинской битве. В том же 1621 году получил во владение брацлавское и винницкое староства.
Затем был избран послом (депутатом) на сейм, где вошел в состав организованной казацкой комиссии. В октябре 1623 года братья Адам, Ежи и Мартин Калиновские в Гусятине произвели раздел отцовского наследства: Адам взял Тульчин, Ежи — Умань, а Мартин — Гусятин. Своей матери братья оставили имение Хоростков.
Под командованием гетмана польного коронного Станислава Конецпольского Адам Калиновский участвовал в боях с татарами под Чортковым, Шманьковцами и Мартыновом, в 1625 году — с восставшими казаками под Крюковом при Медвежьих Лозах.
Адам Калиновский имел наиболее горячий нрав из всех братьев: в 1622 году братья Калиновские судились с князем Ежи Чарторыйским за нападение на имение Васильковцы.
В 1626-1628 годах Адам Калиновский под командованием Станислава Конецпольского участвовал в войне против Швеции. В 1628 году купил за 170 000 польских злотых имения Копеевка и Козинцы с окрестностями на Брацлавщине. В октябре 1629 года участвовал в битве под Бурштыном с крымской ордой, затем в качестве посла ездил в Варшаву.
После смерти вдовы Николая Струся Софии Ожеховской её наследство перешло к дочерям. Одна из них была замужем за Александром Сененским, который не сообщив семье о её смерти, занял имения Струсов и Сидоров, а захваченную казну перевез в Поморяны. После возвращения с сейма Адам Калиновский захватил замки Струсов и Сидоров. После кровавой стычки с А. Сененским Струсов остался в руках Калиновских. Люблинский трибунал приговорил Адама Калиновского к баниции, но польский король Сигизмунд III Ваза приостановил судебное постановление, которое было отменено 8 октября 1631 года. Король до конца жизни симпатизировал А. Калиновскому, перед смертью он дал ему Роменское староство на Северщине. Новый король Речи Посполитой Владислав IV Ваза передал это староство своему фавориту Адаму Казановскому.
В 1631 году на заседании сейма староста корсуньский Станислав Данилович в гневе отрубил винницкому старосте Адаму Калиновскому три пальца на правой руки (по другим данным, это произошло во время похорон короля Сигизмунда III Вазы в Варшаве 16 мая 1632 года).
В 1633 году Адам Калиновский принял участие в польско-турецкой войне (1633—1634). Вместе с собственным отрядом (300 всадников, 100 пехотинцев с пушкой) прибыл в Каменец-Подольский, чтобы сражаться против Абаза-паши. В 1635 году получил во владение от короля имение Мизяково. В 1636 году братья Адам и Мартин Калиновские подали судебный иск против Анны Варшицкой, вдовы их брата Ежи, обвиняя её в отравлении мужа, чтобы лишить вдову прав на его наследство.
В мае 1638 года скончался в своем имении — Тульчин (Нестервар), 15 июня был похоронен в деревянном костеле доминиканцев. Его владения унаследовал младший брат, воевода черниговский Мартин Калиновский.

## Брак и скандал
Был женат на своей родной тетке Софии Кристине Струсь (ок. 1605—1647), дочери старосты галицкого Николая Струся (ок. 1580—1627) и Софии Ожеховской. Николай Струсь выступал против брака. Тогда в 1625 году Адам Калиновский похитил будущую жену с прислугой из замка в Галиче и женился на ней. Брак был бездетным. После смерти Адама в 1638 году его вдова вторично вышла замуж за воеводу русского, князя Константина Вишневецкого (1564—1641). Около 1646 года София Кристина в третий раз вышла замуж за воеводу дерптского и дидича Берестечко Анджея Лещинского (ок. 1606—1651).